# 5171 Augustesen
Az 5171 Augustesen (ideiglenes jelöléssel 1987 SQ3) a Naprendszer kisbolygóövében található aszteroida. Poul Jensen fedezte fel 1988. szeptember 8-án.